# Synchroonzwemmen op de Olympische Zomerspelen 1984 – Solo
Het onderdeel solo van het synchroonzwemmen op de Olympische Zomerspelen 1984 in Los Angeles vond plaats op 8, 10 (kwalificatie) en 12 augustus (finale), in het Uytengsu Aquatics Center. Het goud was voor de Amerikaan Tracie Ruiz, zilver ging naar de Canadees Carolyn Waldo en de Japanse Miwako Motoyoshi won het brons.

In totaal 50 deelnemers deden mee aan een voorronde met een technische routine. De beste 18 deelnemers deden vervolgens een vrije kür, waarbij slechts één deelnemer per land aan deze fase mocht deelnemen. Op 8 augustus vonden de verplichte oefeningen plaats, die kwalificaties vormden voor de wedstrijden in zowel de individuele als de duet discipline. De beste acht deelnemers van de voorronde en de vrije kür namen deel aan de finale, die bestond uit de technische routine en nog een vrije kür.

## Uitslag
De vijftig solisten aan de voorronde van de technische routine, hier aangegeven met groen, gingen door naar de kwalificatie.
| Rang   | Naam                  | Land                   | Voorronde | Voorronde | Kwalificatie  | Kwalificatie  | Finale        | Finale        |
| Rang   | Naam                  | Land                   | Punten    | Rang      | Punten        | Rang          | Punten        | Rang          |
| ------ | --------------------- | ---------------------- | --------- | --------- | ------------- | ------------- | ------------- | ------------- |
| Goud   | Tracie Ruiz           | Verenigde Staten       | 99,467    | 1         | 197,667       | 1             | 198,467       | 1             |
| Zilver | Carolyn Waldo         | Canada                 | 96,700    | 2         | 194,500       | 2             | 195,300       | 2             |
| Brons  | Miwako Motoyoshi      | Japan                  | 90,250    | 11        | 185,850       | 3             | 187,050       | 3             |
| 4      | Marijke Engelen       | Nederland              | 89,232    | 12        | 181,032       | 4             | 182,632       | 4             |
| 5      | Gudrun Hänisch        | FRG                    | 87,817    | 13        | 180,217       | 6             | 182,017       | 5             |
| 6      | Caroline Holmyard     | Groot-Brittannië       | 87,400    | 14        | 180,400       | 5             | 182,000       | 6             |
| 7      | Muriel Hermine        | Frankrijk              | 87,334    | 15        | 179,534       | 7             | 180,534       | 7             |
| 8      | Karin Singer          | Zwitserland            | 87,183    | 16        | 177,983       | 8             | 178,383       | 8             |
| 9      | Ana Amicarella        | Venezuela              | 85,100    | 20        | 173,700       | 9             | Uitgeschakeld | Uitgeschakeld |
| 10     | Alexandra Worisch     | Oostenrijk             | 84,383    | 25        | 173,383       | 10            | Uitgeschakeld | Uitgeschakeld |
| 11     | Chemene Sinsón        | Barbados               | 79,584    | 33        | 167,184       | 11            | Uitgeschakeld | Uitgeschakeld |
| 12     | Donella Burridge      | Australië              | 79,883    | 32        | 166,283       | 12            | Uitgeschakeld | Uitgeschakeld |
| 13     | Paula Carvalho        | Brazilië               | 79,900    | 31        | 165,700       | 13            | Uitgeschakeld | Uitgeschakeld |
| 14     | Antonella Terenzi     | Italië                 | 78,833    | 38        | 165,033       | 14            | Uitgeschakeld | Uitgeschakeld |
| 15     | Patricia Serneels     | België                 | 75,066    | 43        | 160,666       | 15            | Uitgeschakeld | Uitgeschakeld |
| 16     | Dahlia Mokbel         | Egypte                 | 73,367    | 44        | 155,767       | 16            | Uitgeschakeld | Uitgeschakeld |
| 17     | Rosa Costa            | Spanje                 | 69,083    | 47        | 149,883       | 17            | Uitgeschakeld | Uitgeschakeld |
| 18     | Esther Croes          | Nederlandse Antillen   | 66,067    | 49        | DNF           | DNF           | DNF           | DNF           |
| 19     | Sharon Hambrook       | Canada                 | 96,233    | 3         | Uitgeschakeld | Uitgeschakeld | Uitgeschakeld | Uitgeschakeld |
| 20     | Kelly Kryczka         | Canada                 | 95,834    | 4         | Uitgeschakeld | Uitgeschakeld | Uitgeschakeld | Uitgeschakeld |
| 21     | Candy Costie          | Verenigde Staten       | 93,700    | 5         | Uitgeschakeld | Uitgeschakeld | Uitgeschakeld | Uitgeschakeld |
| 22     | Sarah Josephson       | Verenigde Staten       | 93,267    | 6         | Uitgeschakeld | Uitgeschakeld | Uitgeschakeld | Uitgeschakeld |
| 23     | Carolyn Wilson        | Groot-Brittannië       | 91,900    | 7         | Uitgeschakeld | Uitgeschakeld | Uitgeschakeld | Uitgeschakeld |
| 24     | Saeko Kimura          | Japan                  | 91,733    | 8         | Uitgeschakeld | Uitgeschakeld | Uitgeschakeld | Uitgeschakeld |
| 25     | Kazuno Fujiwara       | Japan                  | 91,566    | 9         | Uitgeschakeld | Uitgeschakeld | Uitgeschakeld | Uitgeschakeld |
| 26     | Amanda Dodd           | Groot-Brittannië       | 90,466    | 10        | Uitgeschakeld | Uitgeschakeld | Uitgeschakeld | Uitgeschakeld |
| 27     | Edith Boss            | Zwitserland            | 87,034    | 17        | Uitgeschakeld | Uitgeschakeld | Uitgeschakeld | Uitgeschakeld |
| 28     | Pilar Ramírez         | Mexico                 | 85,434    | 18        | Uitgeschakeld | Uitgeschakeld | Uitgeschakeld | Uitgeschakeld |
| 29     | Caroline Sturzenegger | Zwitserland            | 85,184    | 19        | Uitgeschakeld | Uitgeschakeld | Uitgeschakeld | Uitgeschakeld |
| 30     | Claudia Novelo        | Mexico                 | 84,983    | 21        | Uitgeschakeld | Uitgeschakeld | Uitgeschakeld | Uitgeschakeld |
| 31     | Catrien Eijken        | Nederland              | 84,883    | 22        | Uitgeschakeld | Uitgeschakeld | Uitgeschakeld | Uitgeschakeld |
| 32     | Marjolein Philipsen   | Nederland              | 84,867    | 23        | Uitgeschakeld | Uitgeschakeld | Uitgeschakeld | Uitgeschakeld |
| 33     | Pascale Besson        | Frankrijk              | 84,484    | 24        | Uitgeschakeld | Uitgeschakeld | Uitgeschakeld | Uitgeschakeld |
| 34     | Tessa Carvalho        | Brazilië               | 84,284    | 26        | Uitgeschakeld | Uitgeschakeld | Uitgeschakeld | Uitgeschakeld |
| 35     | Christine Lang        | FRG                    | 83,966    | 27        | Uitgeschakeld | Uitgeschakeld | Uitgeschakeld | Uitgeschakeld |
| 36     | Odile Petit           | Frankrijk              | 81,433    | 28        | Uitgeschakeld | Uitgeschakeld | Uitgeschakeld | Uitgeschakeld |
| 37     | Gerlind Scheller      | FRG                    | 81,317    | 29        | Uitgeschakeld | Uitgeschakeld | Uitgeschakeld | Uitgeschakeld |
| 38     | Eva-Maria Edinger     | Oostenrijk             | 81,150    | 30        | Uitgeschakeld | Uitgeschakeld | Uitgeschakeld | Uitgeschakeld |
| 39     | Lourdes Candini       | Mexico                 | 79,550    | 34        | Uitgeschakeld | Uitgeschakeld | Uitgeschakeld | Uitgeschakeld |
| 40     | Lynette Sadleir       | Nieuw-Zeeland          | 79,500    | 35        | Uitgeschakeld | Uitgeschakeld | Uitgeschakeld | Uitgeschakeld |
| 41     | Maribel Solís         | Dominicaanse Republiek | 79,434    | 36        | Uitgeschakeld | Uitgeschakeld | Uitgeschakeld | Uitgeschakeld |
| 42     | Katie Sadleir         | Nieuw-Zeeland          | 79,383    | 37        | Uitgeschakeld | Uitgeschakeld | Uitgeschakeld | Uitgeschakeld |
| 43     | Lisa Steanes          | Australië              | 78,500    | 39        | Uitgeschakeld | Uitgeschakeld | Uitgeschakeld | Uitgeschakeld |
| 44     | Mónica Antich         | Spanje                 | 77,867    | 40        | Uitgeschakeld | Uitgeschakeld | Uitgeschakeld | Uitgeschakeld |
| 45     | Ximena Carias         | Dominicaanse Republiek | 76,199    | 41        | Uitgeschakeld | Uitgeschakeld | Uitgeschakeld | Uitgeschakeld |
| 46     | Katia Overfeldt       | België                 | 75,666    | 42        | Uitgeschakeld | Uitgeschakeld | Uitgeschakeld | Uitgeschakeld |
| 47     | Sahar Helal           | Egypte                 | 70,049    | 45        | Uitgeschakeld | Uitgeschakeld | Uitgeschakeld | Uitgeschakeld |
| 48     | Ana Tarrés            | Spanje                 | 69,234    | 46        | Uitgeschakeld | Uitgeschakeld | Uitgeschakeld | Uitgeschakeld |
| 49     | Sahar Faruq           | Egypte                 | 67,165    | 48        | Uitgeschakeld | Uitgeschakeld | Uitgeschakeld | Uitgeschakeld |
| 50     | Nicole Hoevertsz      | Nederlandse Antillen   | 64,900    | 50        | Uitgeschakeld | Uitgeschakeld | Uitgeschakeld | Uitgeschakeld |